# 抗菌劑
抗菌剂又称抗菌药、除菌剂，直译防腐剂（anti- 防阻，septic 腐败的），是能杀灭或抑制微生物生长的物质、化合物、药剂的泛称，可应用于活组织以减少败血症、感染或腐败的可能性。抗菌剂与抗生素的区别一般在于抗生素能够较安全地毁坏体内的细菌，而抗菌剂则能够毁坏在非生命物体上发现的微生物。

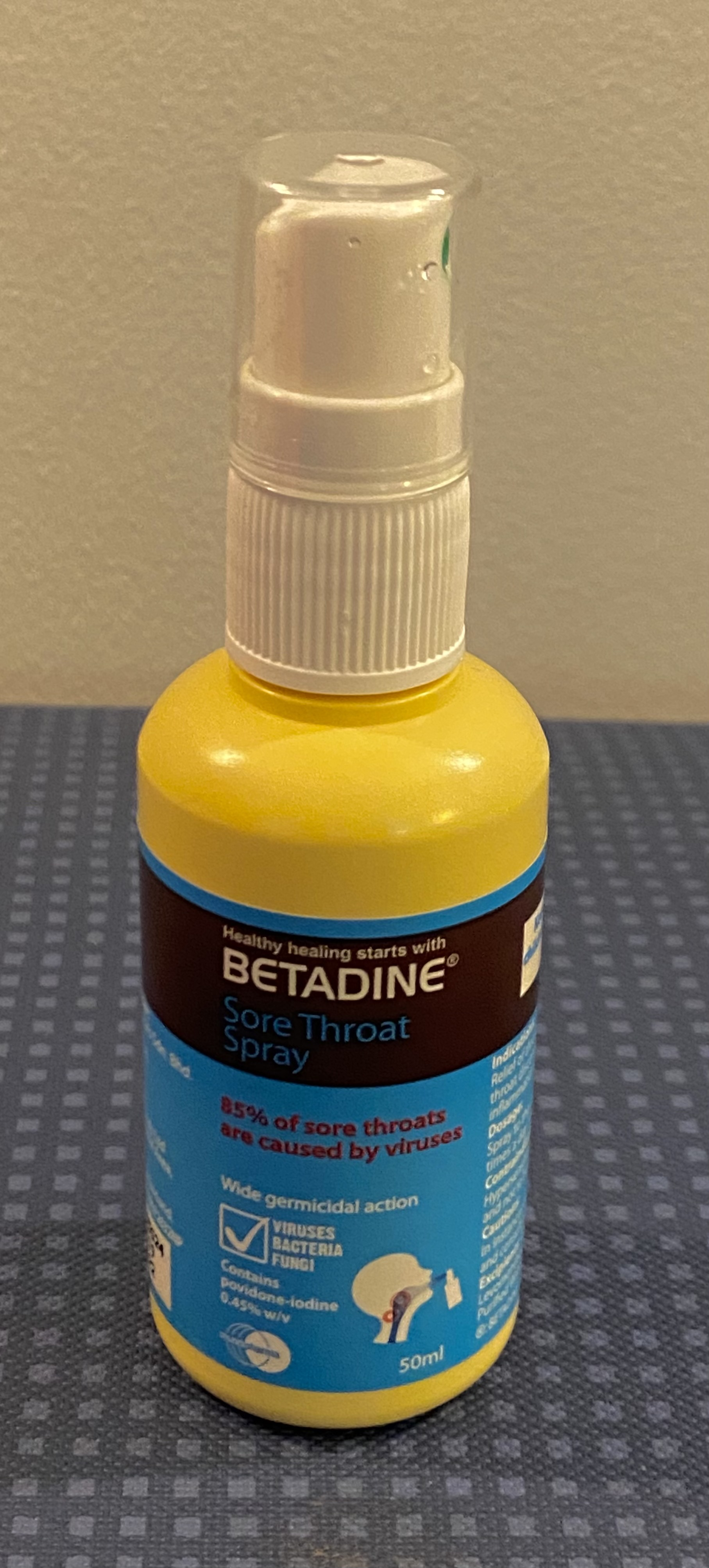
聚维酮碘是现今常用的抗菌剂

英语 antiseptic 源於古希臘語：（against）「反对、抵抗、防阻」 及 sēptikos（putrefactive）「（使）腐敗的、（易）腐烂的」，用在活體生物組織及皮膚，以對抗外來微生物物種的外用抗菌藥水。殺傷口細菌，防止傷口受感染同敗血病。抗菌藥水的作用跟抗生素不一樣：抗生素的作用在於能夠通過身體的淋巴系統到達身體各處，以消滅所在地的細菌，還透過消滅在已腐敗的部分存在的微生物來防止傷口感染。

## 备注
1. ↑  英语 antiseptic 两岸主要原译均採“防腐剂”[1][2]，但术语防腐剂已被 preservative 的中文条目占用，且一般民众的认知与生活经验，“防腐剂”一词用于防止食物或标本腐坏，故本条目採次要译名。

## 例子
- 消毒火酒
- 雙氧水
- 碘酒
- 紅藥水
- 藍藥水
- 聚甲酚磺醛 ( Policresulen )